# Journal of the American Medical Association
Il Journal of the American Medical Association (JAMA) è una rivista scientifica peer-reviewed di ambito medico pubblicata dalla American Medical Association.
La rivista viene pubblicata a partire dal 1883, ed è ritenuta tra le più autorevoli del settore.

## Storia
Il periodico venne pubblicato per la prima volta nel 1883 dal medico Nathan Davis, fondatore della American Medical Association. Nel 1960 la rivista viene rinominata JAMA - the Journal of the American Medical Association.

## Influenza
Secondo la Journal Citation Reports JAMA nel 2019 aveva un impact factor pari a 45,540, che poneva la rivista al terzo posto dopo il New England Journal of Medicine e Lancet nella categoria "medicina generale e interna".

## JAMA Network
Il JAMA Network è il network editoriale creato dall'AMA a partire dal JAMA, comprendente 12 periodici che trattano diverse specialità mediche e biomediche:
- JAMA
- JAMA Network Open
- JAMA Cardiology
- JAMA Dermatology
- JAMA Internal Medicine
- JAMA Neurology
- JAMA Oncology
- JAMA Ophthalmology
- JAMA Otolaryngology
- JAMA Pediatrics
- JAMA Psychiatry
- JAMA Surgery

### Jama Network Open
JAMA Network Open è un mensile online peer-reviewed open access creato nel 2018 come parte del JAMA Network: similmente agli altri periodici del gruppo si occupa di pubblicare ricerche in ambito biomedico e sanitario, con licenza open access: i paper accettati per la pubblicazione richiedono il pagamento di una article processing charge di tremila dollari. Il report 2019 della JCR, il primo in cui è comparsa la rivista, ha assegnato un impact factor di 5,032, ponendola al diciannovesimo posto nella classifica delle riviste del settore "medicina generale e interna", e al quarto tra le riviste puramente open access della stessa categoria.